# WB G 3/3 (Winterthur)
G 3/3 ist eine Dampflokomotiv-Baureihe der Waldenburgerbahn (WB) mit der Achsfolge 3/3. Von dieser Baureihe wurden insgesamt fünf Lokomotiven an die WB ausgeliefert.
Die Lok mit der WB-Betriebsnummer 3 wurde 1882 von Krauss & Co in München (Fabriknummer 1049) und die Lok mit der WB-Betriebsnummer 4 1887 durch die SLM in Winterthur (Fabriknummer 458) geliefert.
Die weiteren Lokomotiven waren drei baugleiche Maschinen mit den WB-Betriebsnummern 4", 5 und 6. Diese sind wieder durch die SLM (Fabriknummern 2094, 1440 und 2276) geliefert worden.

## Geschichte
Die am 6. April 1887 abgelieferte Lokomotive wurde unter der Betriebsnummer 4 und dem Namen des Bezirkshauptortes Waldenburg in Dienst gestellt. Leider bewährte sich diese Maschine nicht. Ausser der normalen Revisionen standen immer wieder grössere, kostspielige Reparaturen an. Bei der letzten Revision im Jahre 1908 wurde die Bettung der Siederohre in der Feuerbüchsrohrwand bemängelt. So entschied man sich bei der WB Lok 4 im Jahre 1909 auszumustern. 1910 erfolgte der Abbruch.
Die erste Lokomotive der Serie wurde am 26. August 1902 abgeliefert. Sie erhielt die Betriebsnummer 5 und den Namen des Mitbegründers der Waldenburgerbahn „Gédéon Thommen“. Die zweite folgte am 23. Februar 1910. Da man diese Lok als Ersatzmaschine für die bereits ausgemusterte Nummer 4 (1887) anschaffte, wurde ihr die freigewordene Nummer 4 zugeteilt. Sie erhielt den Namen „Langenbruck“. Am 23. September 1912 nahm auch die dritte Lokomotive, die Nr. 6, ihren Dienst auf. Sie wurde mit dem Namen „Waldenburg“ versehen. Am 19. Oktober 1933 erlitt die „G. Thommen“ einen Achsbruch und erreichte danach nicht mehr ihre Qualität von früher. 1953 wurde die Waldenburgerbahn elektrifiziert und die Dampflokomotiven ausser Dienst gestellt. Die Nr. 4" „Langenbruck“ wurde verschrottet. Lok Nr. 6 „Waldenburg“ konnte dank dem Verein „Eisenbahn- und Modellbaufreunde Luzern“ (EMBL) vor demselben Schicksal bewahrt werden. Die Lok konnte im Auftrag der Mitglieder des „Schweizerischer Verband Eisenbahn-Amateur“ (SVEA) gekauft und – nach erfolgter Aussenrenovation durch die EMBL – im Oktober 1958 dem neu eröffneten Verkehrshaus der Schweiz (VHS) geschenkt werden.
Die Lok Nr. 5 „G. Thommen“ wurde zunächst in Waldenburg in einem Lokschuppen remisiert (eingestellt). 1961 zeigte sich die Stadtgemeinde Liestal interessiert, die Lokomotive als Denkmal im Liestaler Bahnhofsareal aufzustellen. Diesem Wunsch wurde entsprochen. So stand die Nr. 5 unter freiem Himmel, vor Wind, Wetter und Vandalismus nicht verschont, bis sie am 30. Juni 1975 wieder auf die Waldenburgerbahn aufgegleist und nach Waldenburg geschleppt wurde. Dort haben freiwillige Helfer die Lok vollständig restauriert. Fristgerecht zum Bahnjubiläum „100 Jahre Waldenburgerbahn“ konnte die „G. Thommen“ mit ebenfalls restauriertem Wagenmaterial aus der „Gründerzeit“ wieder in Betrieb genommen werden. Seit 1980 war sie als historische Lokomotive im Einsatz und wird von der Dampfgruppe der WB betreut. Am 23. September 2018 lief sie zum letzten Mal auf der Waldenburgerbahn, da sie aufgrund der Umspurung deren Strecke auf 1000 Millimeter ihr angestammtes Einsatzgebiet verliert.

## Technisches
Die mittlere Achse der Lokomotiven ist als Triebachse ausgebildet. Von dieser aus wird die Antriebskraft mittels Kuppelstangen auf die 1. und 3. Achse übertragen. Auf dem Kessel befindet sich hinter dem Kamin ein Dampfdom und dahinter ein Reglerdom. In diesem befindet sich der Regler, welcher über ein Hebelwerk vom Führerstand aus bedient wird. Auf dem Dampfdom sitzt das Sicherheitsventil. Die Lokomotiven sind mit einer Spindelbremse, einer Gegendruckbremse (auf die Lok wirkend) und einer automatischen Vakuumbremse (System Hardy), welche auf jeden einzelnen Wagen des angehängten Zugs wirkt, ausgerüstet.